# Limenitis milonia
Limenitis milonia är en fjärilsart som beskrevs av Hans Fruhstorfer 1906. Limenitis milonia ingår i släktet Limenitis och familjen praktfjärilar. Inga underarter finns listade i Catalogue of Life.